# Trochocyathus aithoseptatus
Trochocyathus aithoseptatus är en korallart som beskrevs av Stephen D. Cairns 1984. Trochocyathus aithoseptatus ingår i släktet Trochocyathus och familjen Caryophylliidae. Inga underarter finns listade i Catalogue of Life.